# Genoplesium baueri
Genoplesium baueri är en orkidéart som beskrevs av Robert Brown. Genoplesium baueri ingår i släktet Genoplesium och familjen orkidéer. Inga underarter finns listade i Catalogue of Life.